# Magnetic Drum Digital Differential Analyzer

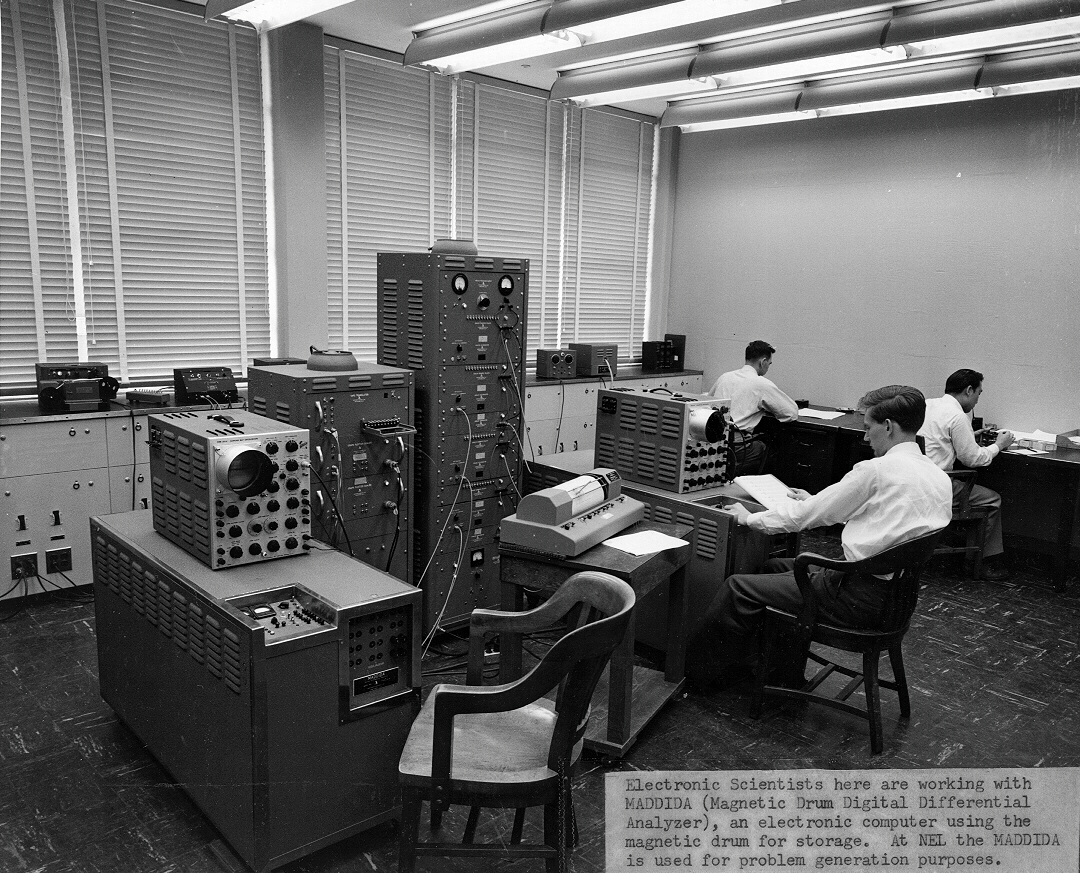
Steuerkonsolen des Magnetic Drum Digital Differential Analyzer

Der Magnetic Drum Digital Differential Analyzer (MDDDA), entwickelt um 1950, stellt einen historischen Röhrencomputer dar, der für technische Berechnungen, insbesondere für Differentialgleichungen, konzipiert wurde. Der Name leitet sich von dem Umstand ab, dass der Röhrencomputer als primäres Speichermedium einen Magnettrommelspeicher verwendet.

## Eigenschaften und Bedeutung

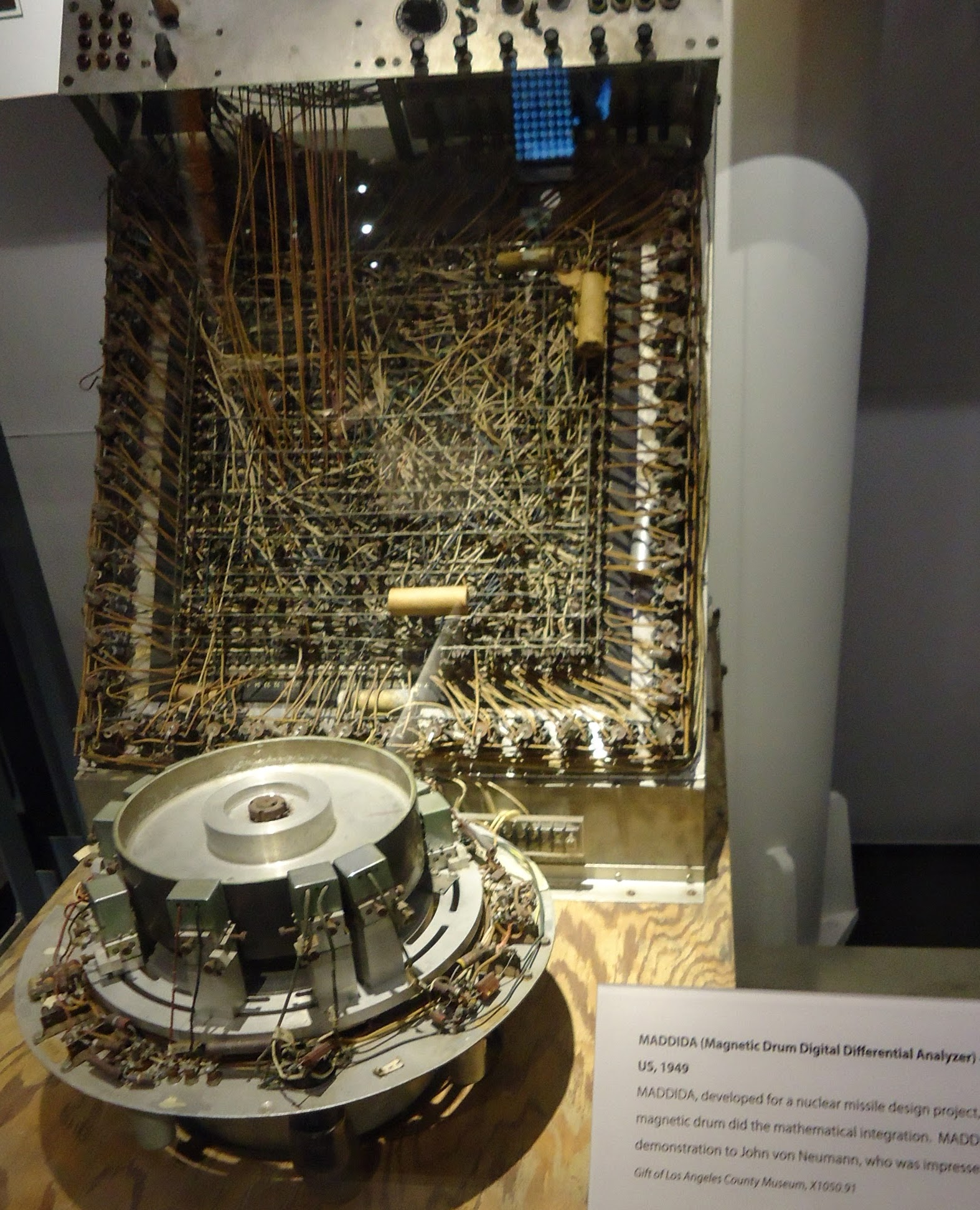
Ein MDDDA im geöffneten Zustand. Im unteren Bildbereich ist der namensgebende Magnettrommelspeicher sichtbar

Die Magnettrommel ist in der Geschichte der Informatik ein frühes Laufwerk, das Daten auf der magnetischen Oberfläche einer rotierenden Trommel durch Magnetisierung speichert. Dies Verfahren ermöglichte einen schnelleren Zugriff auf Daten im Vergleich zu den sequentiellen Speichermedien wie Bandlaufwerke. Der Röhrencomputer war speziell für die numerische Lösung von Differentialgleichungen ausgelegt, was in verschiedenen wissenschaftlichen und technischen Bereichen nützlich war. Als einer der ersten Digitalcomputer repräsentierte der MDDDA einen wichtigen Schritt in der Entwicklung der Computertechnologie, insbesondere in der innovativen Anwendung von Computern für komplexe mathematische Berechnungen.
In der Ära der 1950er Jahre waren Computer wie der MDDDA Pioniere in der digitalen Datenverarbeitung und legten den Grundstein für spätere Entwicklungen in der Computertechnik.

## Verwendung und Hintergrund
Die Entwicklung des Projekts begann im März 1946 bei der Northrop Corporation mit dem Ziel, eine Unterschall-Marschflugkörper mit der Bezeichnung "MX-775", später als Snark bekannt, zu produzieren. Northrops Vorgaben für dieses Projekt waren, ein Leitsystem zu schaffen, das es einer Rakete ermöglicht, ein Ziel in bis zu 8000 km Entfernung mit einer Genauigkeit zu treffen, die 180 m präziser ist als die deutschen Raketen V1 und V2. Jedoch wurde MADDIDA nie in Waffensystemen verwendet, und Northrop setzte letztendlich einen anderen Analogrechnern als Leitsystem für die SM-62 Snark ein.
Ein Teil der Projektvorgaben umfasste die Entwicklung des ersten digitalen Datenanalysators (DIDA).
Der Physiker Floyd Steele, der bereits 1946 in seinem Haus in Los Angeles einen funktionierenden DIDA der Presse vorgestellt hatte, wurde als konzeptioneller Leiter der Entwurfsgruppe eingestellt. Steele entwickelte das Konzept für den DIDA, das die Implementierung eines Analogcomputers mit ausschließlich digitalen Elementen vorsah. Als entschieden wurde, Magnettrommelspeicher (MAD) für den DIDA zu verwenden, wurde der Name zu MADDIDA (ausgesprochen "Mad Ida") erweitert.
In seinem Entwurf für MADDIDA ließ sich Steele vom Analogcomputer beeinflussen, den Vannevar Bush 1927 erfunden hatte und der digitale Komponenten enthielt. Ein weiterer Einfluss war Lord Kelvins Gezeiten-Vorhersage-Maschine, ein Analogcomputer, der 1873 fertiggestellt wurde.
Steele stellte Donald Eckdahl, Hrant (Harold) Sarkinssian und Richard Sprague ein, um an den auf Germaniumdioden basierenden Logikschaltungen des MADDIDA zu arbeiten und magnetische Aufzeichnungen durchzuführen. Gemeinsam entwickelte diese Gruppe zwischen 1946 und 1949 den MADDIDA-Prototyp.